# 영덕 단층
영덕 단층(Yeongdeok Fault, YDF)은 경상북도 영덕군 강구면에서 울진군 온정면까지 약 40 km 연장되는 북북서-남남동 또는 남-북 방향의 주향 이동 단층이다. 양산단층의 가지단층이며 영덕군과 울진군 곳곳에 단층의 노두가 드러나 있다.

## 연구
영덕단층은 일본인 지질학자 노부히로 하타에(Nobuhiro Hatae, 波多江信廣)의 영덕-영해 지질도폭(1937)에서 처음으로 인지되었으나 이북의 평해 지질도폭 상으로 연장되지 않는다고 기재했다.
장기홍 외(1990)는 경상분지 동부 지역의 층서 및 지사 연구를 통하여 영덕단층은 포항시 북구 포항시에서 양산단층으로부터 분기하며 6.7 km의 우수향 주향 이동 운동을 하였다고 설명하였다.
강희철 외(2018)에 의하면 영덕군 지역에서 경상 누층군 가송동층, 청량산층, 도계동층, 기사동층은 영덕 단층의 서부에만 분포하며 가송동층은 영덕 단층 인근에서 지층의 주향이 시계방향으로 회전되거나 단층의 주향에 아평행하게 배열되는 양상을 보인다고 설명했다.
서경한 외(2019)에 의하면 영덕 단층이 영덕군 강구면 일대에서 양산단층으로부터 분기되며, 화천리에서 서편의 YDF-2 그리고 동편의 YDF-3 두 조의 단층으로 분기된다. YDF-2는 영덕읍 화천리 이남에서 분기되는 두 단층 중 서편의 단층으로 북동 내지 북북동과 북북서 방향의 분절들이 서로 연결되어 이어지며 백악기 퇴적암 및 화산암을 절단하고 양자의 경계를 형성한다. YDF-3은 영덕읍 화천리에서 영덕읍소재지를 지나 남남동쪽으로 강구면까지 약 12 km 연장되는 것으로 추정되며 충적층 아래를 지나 노출이 불량하다. 영덕단층 양편의 경상 누층군 동화치층, 가송동층, 청량산층, 도계동층의 주향이 단층 인접부에서 대부분 시계방향으로 회전되어 단층의 우수향 주향이동 운동을 지시한다. 또한 청량산층 하부 역암을 기준으로 약 8.1 km의 우수향 수평변위를 보고하였다. 단층암의 대자율 이방성(AMS) 조사 결과 영덕 단층은 좌수향과 우수향의 주향이동 운동을 모두 겪었으나 단층암에는 좌수향보다 우수향의 주향이동 운동에 의한 변형이 더 강하게 남은 것으로 드러났다. 연구자들은 백악기 말 북서-남동 방향의 최대수평응력 하에서 좌수향 주향이동운동을 겪고, 44~25 Ma의 북동-남서 방향 최대수평응력 하에서 우수향 주향이동운동을 겪은 운동사를 제시하였다.
김광연(2023)에 의하면 영덕단층의 수평 변위는 트라이아스기 내지 쥐라기 영덕 화강암과 하양층군의 경계 기준 우수향으로 약 4.6 km, 하양층군과 백악기 온정리 화강암의 경계 기준 우수향으로 약 5.0 km, 하양층군과 고원생대 변성암의 경계 기준 우수향으로 약 4.7 km이다. 영덕 단층은 울진군 온정면 소태리에서 북동-남서 방향으로 굴곡하여 울진군 기성면 방율리로 연장되는 단층과 남-북 방향으로 지속적으로 발달하여 울진군 매화면 길곡리 일원까지 연장되는 단층으로 분기된다. 울진군 지역의 평해 지질도폭에서 서화산단층으로 명명된 단층의 자취가 영덕단층과 연장되는 것을 확인하였다. 여러 연구 결과를 종합하면 영덕 단층은 백악기 말에 좌수향 주향이동운동을 하였고 44~23 Ma 사이에 우수향 주향이동운동을 한 것으로 분석되었다.
신원정과 김종연(2024)에 의하면 영덕군 창수면 일대에 발달하는 하천 송천의 중상류는 영덕단층을 따라 곡지(谷地)가 형성되어 있으며, 송천의 상류 부분은 영덕 단층 주변에 형성된 단층손상대를 따라 침식이 일어나고 있어 송천의 곡지가 영덕 단층의 영향을 받았다고 해석했다.

## 통과 지역
영덕단층의 통과 지역은 다음과 같다.
← 양산단층에 합류 - 경상북도 영덕군 강구면 - 영덕읍 구미리 - 화천리 - 축산면 대곡리 - 칠성리 - 영해면 묘곡리 - 창수면 가산리 - 미곡리 - 삼계리 - 울진군 온정면 조금리 - 온정리 - 소태리 - 기성면 방율리

## 노두

### 조금리 지점

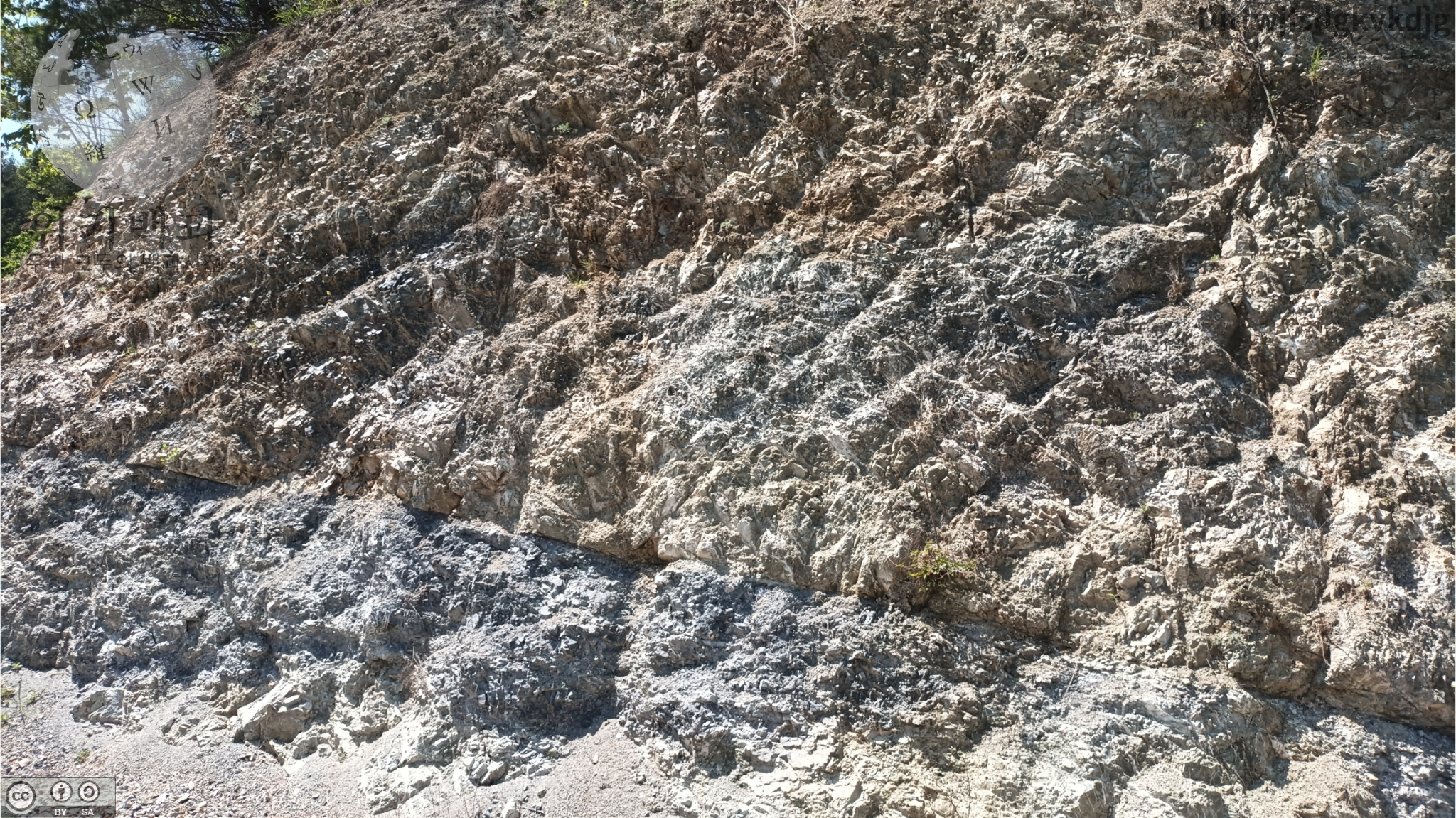
경상북도 울진군 온정면 조금리, 국지도 제69호선 도로변

영덕군 창수면과 울진군 온정면 조금리 간의 국지도 제69호선은 1차선 비포장 도로이고 도로변에 영덕 단층의 노두가 가송동층과 함께 드러나 있다. 북위 36° 39′ 46.68″ 동경 129° 20′ 00.46″ / 북위 36.6629667°  동경 129.3334611°  지점의 이 노두는 김광연(2023)에 의해 보고되었으며, YDF 2-5 노두로 기재되었다. 이 단층은 경상 누층군 가송동층을 절단하는 단층으로, 상반은 황갈색 세립질 사암, 하반은 암회색 이암을 따라 발달한다. 단층핵은 1 cm 미만의 단층비지로만 구성되며 하반에는 단열(Fracture)을 따라 광맥이 형성된 것이 관찰되어 단층활동 당시 혹은 그 이후에 열수 작용이 있었을 것으로 추정된다. 운동 감각은 우수향 주향이동 운동을 지시한다.

### 신기리 지점
영덕군 창수면 신기리 지점(북위 36° 32′ 25.85″ 동경 129° 20′ 42.25″ / 북위 36.5405139°  동경 129.3450694° )는 화강암을 절단하며 단층의 주향은 북서 02°, 경사는 북동 75°이다.

### 칠성리 지점
영덕군 축산면 칠성저수지 인근 지점(북위 36° 29′ 52.90″ 동경 129° 20′ 40.63″ / 북위 36.4980278°  동경 129.3446194° )의 북측과 남측 사면에는 트라이아스기 영덕 화강암을 절단하는 YDF-1 노두가 관찰된다.
북측 사면에는 약 1.1 m 폭의 단층핵 경계부에서 주향 북동 12°/경사 남동 82° 및 주향 북동 32°/경사 남동 70°의 뚜렷한 단층면이 발달한다. 단층핵은 담황색의 산성질 암맥 기원과 적갈색의 화강암 기원 단층암으로 구분되는데, 전자는 폭 60 cm 로 단층비지와 각력이 혼재되고 후자는 폭 50 cm 로 주로 단층각력으로 구성된다. 남측 사면에는 약 1.8 m 폭의 단층핵이 발달하며 주향은 북서 9°, 경사는 북동 69°이다. 두 사면에는 좌수향과 우수향을 지시하는 단층조선이 모두 관찰된다.

### 화천리 지점
영덕군 화천리 지점(북위 36° 28′ 38.53″ 동경 129° 20′ 39.91″ / 북위 36.4773694°  동경 129.3444194° )의 단층은 주향 북서 8°, 경사 남서 65°이며 동편에 경상 누층군 동화치층이, 서편에 영덕 화강암이 있다. 약 2.5 m 폭의 단층핵은 화강암 기원 30 cm와 자색의 이암 및 조립질사암에서 유래한 퇴적암 기원 2.2 m의 단층암으로 구분된다.
영덕읍 화천리와 지품면 삼화리를 잇는 임도에 드러난 노두(북위 36° 28′ 40.81″ 동경 129° 20′ 32.61″ / 북위 36.4780028°  동경 129.3423917° )는 약 15 m 폭의 단층핵을 보이며 수십 센티미터 폭의 적색 단층비지대를 기준으로 동편의 영덕 화강암과 서편의 경상 누층군을 경계 짓는다. 약 3 m 폭의 화강암 기원 단층암은 주로 각력으로 구성되며 전단이 집중된 폭 5~10 cm의 암회색의 비지대 2개가 주향 북동 12°/경사 북서 75° 및 주향 북동 22° 및 경사 남동 67°의 자세로 발달한다. 폭 12 m의 퇴적암 기원 단층암은 자색의 단층비지와 각력대가 교호한다.
위 지점에서 남쪽으로 약 500 m 떨어진 곳에 위치한 지점(북위 36° 27′ 04.72″ 동경 129° 21′ 08.10″ / 북위 36.4513111°  동경 129.3522500° )의 노두는 주향 북서 01°, 경사 북동 80°의 자세로 동측의 영덕 화강암과 서측의 경상 누층군 도계동층을 경계 짓는다. 화강암의 단층손상대 내에는 열수 작용으로 주입된 광맥들이 있다.

### 구미리 지점
영덕군 영덕읍 구미리 지점(북위 36° 26′ 46.99″ 동경 129° 21′ 03.23″ / 북위 36.4463861°  동경 129.3508972° )의 단층은 동측의 영덕 화강암과 서측의 경상 누층군 도계동층을 경계 지으며 주향은 북서 7°, 경사는 북동 69°이다. 3.9 m 폭의 단층핵은 화강암, 데이사이트질 화산암, 퇴적암 기원의 단층암으로 구분되는데 데이사이트질 화산암은 단층 운동에 의해 먼 지역에서 끌려왔을 가능성이 있다.

### 상직리 지점
영덕군 강구면 상직리 지점(북위 36° 23′ 22.99″ 동경 129° 21′ 12.52″ / 북위 36.3897194°  동경 129.3534778° ) 지점의 단층은 동측의 화산암류와 서측의 경상 누층군을 경계 지으며 주향은 북서 26~33°, 경사는 북동 45~63°이다.

### 남산리 지점
영덕군 영덕읍 남산리 지점(북위 36° 22′ 38.72″ 동경 129° 22′ 04.79″ / 북위 36.3774222°  동경 129.3679972° ) 지점의 단층은 동측의 경상 누층군과 서측의 화산암류를 경계 지으며 주향은 북서 39°, 경사는 북동 54°이다.

### 목록
| 위치                                  | 좌표 | 지질                                             | 주향                          | 경사                           | 성향                      | 단층핵    | 비고                                                                                  |
| 울진군                                | 울진군 | 울진군                                           | 울진군                        | 울진군                         | 울진군                    | 울진군    | 울진군                                                                                |
| ------------------------------------- | --- | ------------------------------------------------ | ----------------------------- | ------------------------------ | ------------------------- | --------- | ------------------------------------------------------------------------------------- |
| 기성면 방율리 (YDF 4-1)               | 북위 36° 49′ 19.64″ 동경 129° 22′ 20.25″ / 북위 36.8221222° 동경 129.3722917°                                                                                         | 고원생대 우백질 화강편마암                       | 북동 24°                      | 북서 70°                       | 판정불가                  | 5.7m      |                                                                                       |
| 온정면 소태리 (YDF 3-5)               | 북위 36° 43′ 58.33″ 동경 129° 20′ 05.39″ / 북위 36.7328694° 동경 129.3348306°                                                                                         | 백악기 화강암 (서) 하양층군 (동)                 | 북동 26°                      | 남동 54°                       | 우수향 주향이동           | 11.0m     |                                                                                       |
| 온정면 백암운동장 북쪽 (YDF 3-3, 3-4) | 북측 북위 36° 43′ 53.64″ 동경 129° 20′ 05.52″ / 북위 36.7315667° 동경 129.3348667° 남측 북위 36° 43′ 49.08″ 동경 129° 20′ 05.82″ / 북위 36.7303000° 동경 129.3349500° | 하양층군 및 백악기 화강암                        | 북동 19° 북동 1°              | 남동 83° 남동 74°              | 좌수향 및 우수향 주향이동 | 0.4m 3.7m |                                                                                       |
| 온정면 소태리 (YDF 3-2)               | 북위 36° 43′ 19.65″ 동경 129° 20′ 01.87″ / 북위 36.7221250° 동경 129.3338528°                                                                                         | 하양층군 (서) 백악기 화강암 (동)                 | 북동 1°                       | 북서 77°                       | 우수향 주향이동           | 3.5m      | 퇴적암에 전단운동 집중                                                                |
| 온정면 온정리 (YDF 3-1)               | 북위 36° 42′ 59.07″ 동경 129° 20′ 00.34″ / 북위 36.7164083° 동경 129.3334278°                                                                                         | 하양층군 (서) 백악기 화강암 (동)                 | 북동 1°                       | 남동 78°                       | 판정불가                  | 3.3m      |                                                                                       |
| 온정면 온정리 온정저수지 (YDF 2-4)    | 북위 36° 42′ 27.55″ 동경 129° 19′ 30.29″ / 북위 36.7076528° 동경 129.3250806°                                                                                         | 하양층군 사암과 이암 교호                        | 북동 1, 6, 3°                 | 북서 78, 81, 77°               | 판정불가                  | 20cm 이내 | 주 단층에서 1km 서쪽에 있어 부차단층으로 추정                                         |
| 온정면 조금리 (YDF 2-3)               | 북위 36° 40′ 26.13″ 동경 129° 20′ 03.19″ / 북위 36.6739250° 동경 129.3342194°                                                                                         | 하양층군 암회색 사암                             | 북서 6°                       | 남서 88°                       | 판정불가                  | 4.0m 이상 | YDF 2-2 노두에서 북쪽으로 85 m                                                        |
| 온정면 조금리 (YDF 2-2)               | 북위 36° 40′ 15.94″ 동경 129° 20′ 04.30″ / 북위 36.6710944° 동경 129.3345278°                                                                                         | 가송동층 회백색/녹회색 사암                      | 북동 1°                       | 남동 76°                       | 우수향 및 좌수향 주향이동 | 1.3m      | YDF 2-1 노두에서 북쪽으로 330 m                                                       |
| 온정면 조금리 (YDF 2-1)               | 북위 36° 40′ 07.72″ 동경 129° 20′ 03.24″ / 북위 36.6688111° 동경 129.3342333°                                                                                         | 가송동층 암회색/회백색 사암                      | 북서 1°                       | 북동 83°                       | 우수향 및 좌수향 주향이동 | 8.0m      |                                                                                       |
| 온정면 조금리 (YDF 2-5)               | 북위 36° 39′ 46.68″ 동경 129° 20′ 00.46″ / 북위 36.6629667° 동경 129.3334611°                                                                                         | 하양층군 황갈색 세립사암(상반) 암회색 이암(하반) | 북동 10°                      | 북서 29°                       | 우수향 주향이동           | 1cm 미만  | 하반에서 단열을 따라 광맥 형성                                                        |
| 영덕군                                | |                                                  |                               |                                |                           |           |                                                                                       |
| 창수면 신기리 (YDF 1-1)               | 북위 36° 32′ 25.85″ 동경 129° 20′ 42.25″ / 북위 36.5405139° 동경 129.3450694°                                                                                         | 트라이아스기/쥐라기 영덕 화강암                  | 북서 2°                       | 북동 75°                       | -                         | 0.8m      |                                                                                       |
| 축산면 칠성저수지 (YDF 1-A)           | 북위 36° 29′ 52.90″ 동경 129° 20′ 40.63″ / 북위 36.4980278° 동경 129.3446194°                                                                                         | 트라이아스기 영덕 화강암                         | 북측 북동 12/32° 남측 북서 9° | 북측 남동 82/70° 남측 북동 69° | 좌수향 후 우수향 주향이동 | 1.1m 1.8m | 단층손상대 내 방해석 광맥                                                             |
| 영덕읍 화천리 (YDF 1-B)               | 북위 36° 28′ 38.53″ 동경 129° 20′ 39.91″ / 북위 36.4773694° 동경 129.3444194°                                                                                         | 영덕 화강암 (서) 하양층군 (동)                   | 북서 8°                       | 남서 65°                       | 우수향 주향이동           | 2.5m      |                                                                                       |
| 지품면 삼화리 (YDF 2-C)               | 북위 36° 28′ 40.81″ 동경 129° 20′ 32.61″ / 북위 36.4780028° 동경 129.3423917°                                                                                         | 경상 누층군 (서) 영덕 화강암 (동)                | 북동 12° 북동 22°             | 북서 75° 남동 67°              |                           | 15m       | 단층핵에 인접한 경상 누층군은 단층과 유사한 자세로 회전되고 경동                      |
| 영덕읍 화천리 (YDF 2-D)               | 북위 36° 27′ 04.72″ 동경 129° 21′ 08.10″ / 북위 36.4513111° 동경 129.3522500°                                                                                         | 영덕 화강암, 경상 누층군                         | 북서 1°                       | 북동 80°                       |                           | 3.8m 이상 | YDF 2-C 지점에서 남쪽으로 약 500 m 지점 화강암 단층손상대 내 열수작용으로 주입된 광맥 |
| 영덕읍 구미리 (YDF 2-E)               | 북위 36° 26′ 46.99″ 동경 129° 21′ 03.23″ / 북위 36.4463861° 동경 129.3508972°                                                                                         | 영덕 화강암, 경상 누층군                         | 북서 7°                       | 북동 68°                       |                           | 3.9m      | 상당히 먼 지역에서 끌려온 것으로 추정되는 데사이트질 화산암 발견                      |
| 강구면 상직리 (YDF 2-F)               | 북위 36° 23′ 22.99″ 동경 129° 21′ 12.52″ / 북위 36.3897194° 동경 129.3534778°                                                                                         | 백악기 퇴적암과 화산암                           | 북서 33, 26, 28, 26°          | 북동 57, 63, 45, 55°           |                           | 3m 이상   |                                                                                       |
| 영덕군 영덕읍 남산리                  | 북위 36° 22′ 38.72″ 동경 129° 22′ 04.79″ / 북위 36.3774222° 동경 129.3679972°                                                                                         | 경상 누층군 하양층군, 유천층군                   | 북서 39°                      | 북동 54°                       |                           | -         |                                                                                       |

## 같이 보기
- 양산 단층
- 한국의 단층
- 영덕군의 지질
- 울진군의 지질
- 영덕군